# Graham-Paige
Graham-Paige war ein US-amerikanischer Automobilhersteller, der 1927 gegründet wurde, als die Brüder Joseph B., Robert C. und Ray A. Graham die Paige-Detroit Motor Car Company aufkauften. Ab 1930 wurden die Fahrzeuge unter dem Markennamen Graham verkauft. In den folgenden Jahren stellte die Firma eine Reihe von Mittelklassewagen her und galt zeitweilig als führend in Bezug auf das Automobil-Design. Heute gibt es die Gesellschaft immer noch, allerdings nicht im Automobilgeschäft, sondern als erfolgreichen Immobilienzweig eines größeren Unternehmens.

## Geschichte
Die Graham-Brüder waren erfolgreiche Geschäftsleute, die in verschiedenen Industriezweigen tätig waren. Ihr erstes Unternehmen stellte Glasflaschen her. Die Glasproduktion der Graham-Brüder war die erste, die bei der Herstellung von Flaschen diese kopfüber produzierte, sodass sich das geschmolzene Glas um die Flaschenmündung herum aufbauen konnte. Die Verstärkung des Mündungsbereiches wiederum machte die ganze Flasche stabil genug, um anstatt eines Korkens einen Kronkorken aufnehmen zu können. Die Glasproduktion der Graham-Brüder wurde später Teil der Owens Glass Co., die wiederum noch später zum „O“ in der Firma L-O-F (Libbey-Owens-Ford) wurde.

### Einstieg ins Automobilgeschäft

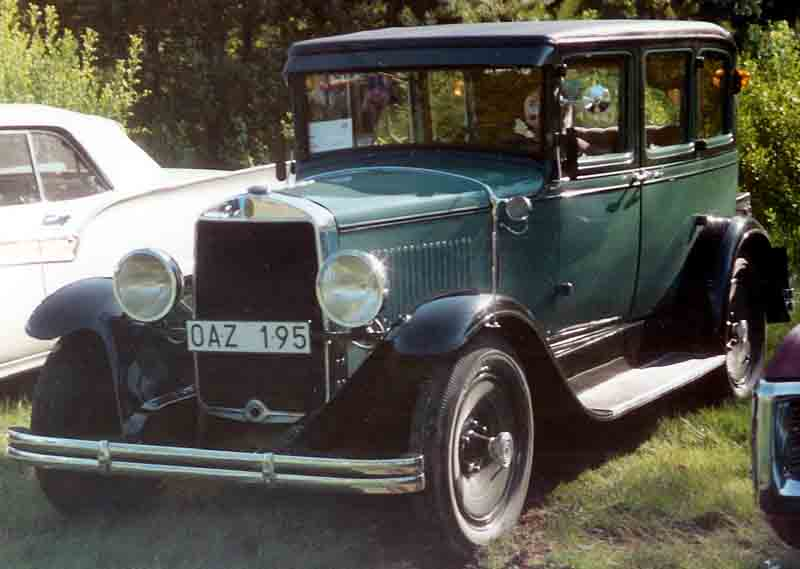
Graham-Paige Modell 610 Limousine 4 Türen (1928)

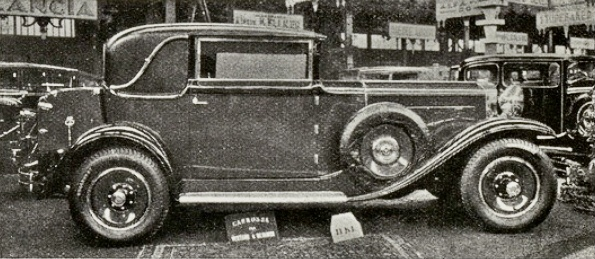
Graham-Paige Type 822 mit Achtzylindermotor (1930)

Dann fingen die Graham-Brüder an, Umbaukits herzustellen, mit denen man Ford T- und TT-Modelle in Lastwagen umbauen konnte. Später bauten sie ihre eigenen Lastwagen mit Motoren verschiedener Hersteller. Bald beschränkten sie sich auf Motoren von Dodge Brothers und ihre Lkws wurden von Dodge-Händlern angeboten. Die Firma expandierte von ihren Anfängen in Evansville (Indiana) und hatte bald Werke in Detroit (Michigan) und Stockton (Kalifornien). Der kanadische Markt wurde von Dodge Brothers Kanada versorgt. 1925 wurde die Lastwagenherstellung  der Graham-Brüder durch Dodge Brothers übernommen und alle drei wurden dort Direktoren.
Als 1927 das Bankensyndikat, das Dodge Brothers kontrollierte, an den Verkauf des Unternehmens dachte, stiegen die Graham-Brüder auf eigene Rechnung in den Automobilbau ein. Sie kauften im gleichen Jahr die Paige-Detroit Motor Car Company, die Autos der Marken Paige und Jewett herstellte und deren Geschichte bis 1909 zurückreichte, zum Preis von 4 Mio. US-$.
Zuerst bot die neue Gesellschaft eine Reihe von Graham-Paige-Autos mit Sechs- und Achtzylinder-Motoren an. Eine Zeitlang gab es auch leichte Lastwagen unter dem Namen Paige, die aber bald aufgegeben wurden, als Dodge Brothers die Grahams an das Wettbewerbsverbot erinnerten, das sie als Teil der Übernahme der Grahmam Brothers Company unterzeichnet hatten.
Graham-Paige erwarb sich bald den Ruf guter Qualität und die Verkaufszahlen stiegen schnell. Ebenso hatten sie einigen Erfolg im Rennsport, was die Verkaufszahlen ebenfalls unterstützte.

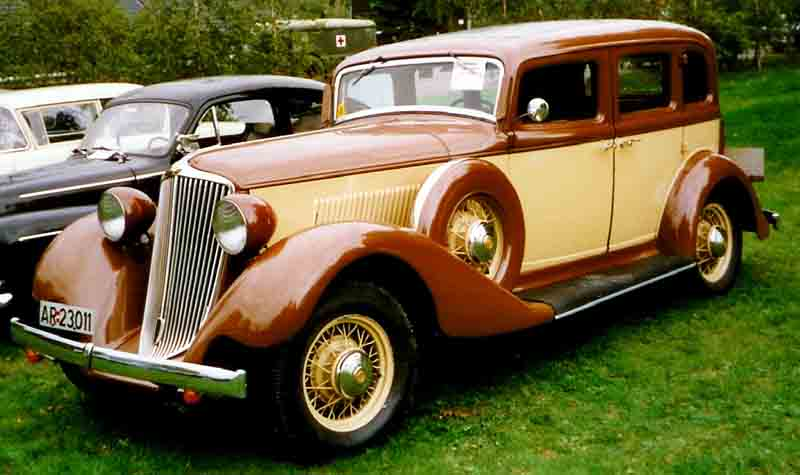
Graham-Paige Blue Streak Limousine 4 Türen (1932)

 Anfangs widerstand Graham-Paige den Anfechtungen der Weltwirtschaftskrise gut, aber mit der Zeit fielen doch die Verkaufszahlen. Die 1932er-Modelle wurden von Amos Northup, dem Leiter der Design-Abteilung des Karosseriebauers Murray Corporation of America, entworfen. Dieses besondere Automobildesign galt als „single most influential design in automotive history“ (das Design, das allein den meisten Einfluss in Automobilgeschichte hatte). Der neue Achtzylindermotor des Wagens hieß „Blue Streak“ (blauer Streifen). Presse und Öffentlichkeit aber benutzten den Namen Blue Streak auch für die Autos selbst. Das Design enthielt einige Neuerungen. Die meistkopierte waren die Kotflügel, die seitlich heruntergezogen waren und so den Schmutz und Schlamm, der sich unter dem Wagen sammelte, von der Karosserie fernhielten. Dies wurde ab 1933 zum Trend in den USA. Der Kühlerverschluss verschwand unter der Motorhaube, die später so verändert wurde, dass sie die Spritzwand verdeckte und am Ansatz der Windschutzscheibe endete.
Der Einsatz des „Banjo-Frame“ beseitigte die Rahmenüberhöhung über der Hinterachse. Wie sonst nicht üblich, wurde die Hinterachse durch den Rahmen geführt, wodurch dieser große Öffnungen an beiden Seiten mit Gummiauflagen benötigte, die jeden Stoß der Achse an den Rahmen aufnahmen. Dies wiederum ermöglichte eine breitere Karosserie. Um den Wagen niedriger zu gestalten, montierte man die hinteren Federn außen am Fahrgestell und nicht unter dem Rahmen. Diese Idee wurde später von anderen Automobilherstellern, z. B. Chrysler 1957, kopiert.
1934 setzte Graham-Paige einen Kompressor ein, der von der Kurbelwelle angetrieben wurde. Zunächst wurde er nur für die großen Achtzylindermodelle angeboten, aber, als diese 1936 eingestellt wurden, für die Sechszylinder. Der Kompressor wurde bei Graham-Paige von Floyd Kishline entworfen. Über all die Jahre stellte Graham-Paige mehr Fahrzeuge mit Kompressor her als jeder andere Automobilhersteller in den USA, bis Buick in den 1990er-Jahren diesen Rekord überbot.
1935 sah der „Blue Streak“ schon etwas altbacken aus. Eine Überarbeitung der Front- und Heckpartien für das Modelljahr 1935 stellte sich als Flop heraus, da die Wagen so höher und schmaler aussahen. Da Graham-Paige kein Geld für eine eigene Neuentwicklung hatte, unterzeichneten sie eine Vereinbarung mit der Reo Motor Car Company, ihre von Hayes gefertigten Karosserien einzusetzen, wobei Reo pro Stück 7,50 US-$ Lizenzgebühr bekam. Auf diesen Karosserien basierten die Graham-Paige-Modelle 1936 und 1937.

### Spirit of Motion

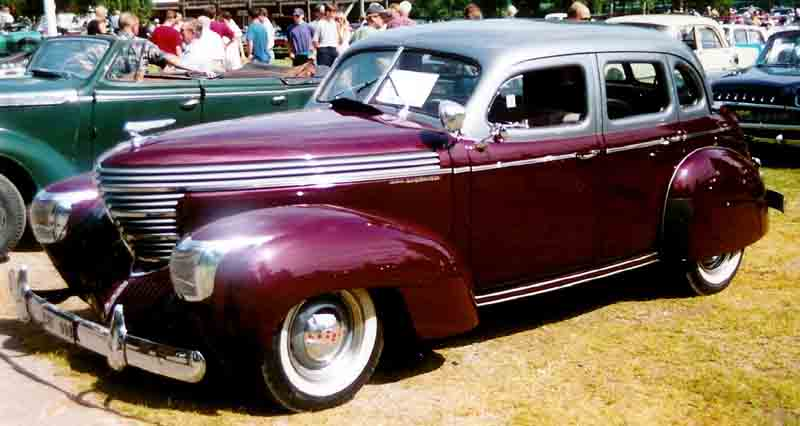
Graham-Paige Modell 97 Supercharger Limousine 4 Türen (1939)

Amos Northup von Murray Body wurde für den Entwurf der 1938er-Modelle gewonnen, verstarb jedoch, bevor dieser Entwurf fertig war. Wahrscheinlich wurde er von Graham-Paige-Ingenieuren fertiggestellt. Der 1938er-Graham-Paige wurde mit dem Slogan „Spirit of Motion“ (Geist der Bewegung) eingeführt. Das Auto sah schon im Stillstand so aus, als würde es gerade 100 km/h fahren. Kotflügel, Radausschnitte und Kühlergrill waren nach vorne geneigt. Dieses Design wurde überall in der amerikanischen Presse und von den amerikanischen Designern gelobt. Es gewann auch den Concours d'Élegance in Paris. Ebenso berichtete man vom Gewinn des Prix d'Avant-Garde in Lyon, des Prix  d'Élegance in Bordeaux und des Grand Prix d'Honneur in Deauville. Amerikanische Kunden kauften das wilde Styling nicht. Der zurückspringende Kühlergrill sorgte dafür, dass der Wagen später „Sharknose“ (Haischnauze) genannt wurde. In zeitgenössischen Presseartikeln wird dieser Spitzname aber nicht gebraucht. Er tauchte erst in den 1950er-Jahren auf. Das Styling der 1938er-Modelle galt im Verkauf als kompletter Flop, aber Graham-Paige konnte sich über die Jahre 1939 und 1940 retten.

### Zusammenarbeit mit der Hupp Motor Co.
Graham-Paige brauchte eine erfolgreiche Modellpalette, war aber nicht im Stande, neue Presswerkzeuge zu kaufen; so wurde Ende 1939 ein Vertrag mit der Hupp Motor Co. geschlossen. Demnach sollte die strauchelnde Firma ein Arrangement mit Hupmobile treffen, Autos auf Basis der von Gordon Buehrig gezeichneten Modelle Cord 810/812 zu bauen. Nach der Produktionseinstellung von Cord 1937 erwarb Hupp die Pläne von Cord, war aber finanziell nicht in der Lage, die Autos zu bauen. Die 1938er-Modelle von Hupmobile waren noch erfolgloser als der „Spirit of Motion“ von Graham-Paige.
Graham-Paige stimmte zu, einen Hupp Skylark auf Vertragsbasis zu fertigen, wenn sie die Rechte an den edlen Cord Skylark-Plänen bekämen und selbst ein ähnliches Fahrzeug herstellen dürften, der Hollywood heißen sollte. Dieses Skylark/Hollywood-Modell unterschied sich vom Cord durch eine kürzere Motorhaube und konventionelle Hauptscheinwerfer. Die lange Motorhaube war nicht nötig, da die Versionen von Hupp und Graham – im Unterschied zum Cord – Hinterradantrieb hatten. So musste auch der Fahrzeugboden verändert werden, um Platz für eine Kardanwelle zu schaffen. Dennoch konnte der Hollywood den Niedergang der Firma nicht aufhalten. Tatsächlich war dieses Modell für Hupp und Graham ein größerer Flop als deren vorhergehende Modelle. Im September 1940 wurde die Produktion von Automobilen eingestellt und fortan Militärgerät für den Einsatz im Zweiten Weltkrieg gefertigt.
Als weiteres Geschäftsfeld wurden ab 1938 Traktoren unter dem Namen Graham-Bradley gefertigt und verkauft. Um vorhandene Ressourcen zu nutzen, wurden sie mit 6-Zylinder-Motoren aus dem Automobilbau ausgestattet. Des Weiteren verfügten sie über ein Vierganggetriebe, einen elektrischen Anlasser, Gummireifen, Zapfwelle und ein hydraulisches Hubwerk. Ab 1939 hatten sie eine für die damalige Zeit relativ hohe Höchstgeschwindigkeit von 32 km/h. Die Verkaufszahlen blieben jedoch enttäuschend und die Produktion wurde 1941 wieder eingestellt.
1946 nahm die Gesellschaft die Automobilproduktion wieder auf und stellte in Zusammenarbeit mit der Kaiser-Frazer Corporation ein neues Auto her, den Frazer Standard. Ebenso begann man mit der Herstellung von Landmaschinen unter dem Namen Rototiller. Im August 1945 veröffentlichte Graham-Paige Pläne, Autos wieder unter eigenem Namen herzustellen, aber daraus wurde nichts.

### Ende des Automobilbaus
Am 5. Februar 1947 erklärten sich die Eigner von Graham-Paige mit dem Verkauf aller Automobilaktivitäten an die Kaiser-Frazer Corporation gegen 750.000 Aktien dieser Gesellschaft einverstanden. Die Fertigungsanlagen von Graham-Paige in der Warren Avenue wurden an Chrysler veräußert, die diese Anlagen zuerst für die Herstellung der DeSoto-Modelle nutzten und später für die Fertigung des Imperial in den Jahren 1959–1961.
Graham-Paige ließ das „Motors“ in ihrem Namen fallen und betätigte sich künftig im Immobiliengeschäft, wobei sie Objekte wie den Roosevelt Raceway und den Madison Square Garden in New York kauften. 1962 wurde die Firma in Madison Square Garden Corporation umbenannt und später von Gulf & Western Industries geschluckt. Zurzeit gehört der Madison Square Garden der Madison Square Garden L.P., deren größter Teil der Cablevision Systems Corporation gehört.

## Galeriebilder

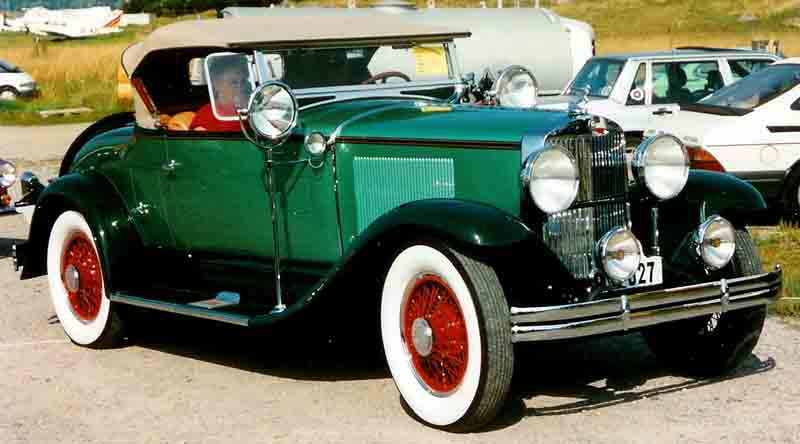
Graham-Paige Modell 827 Roadster (1929)
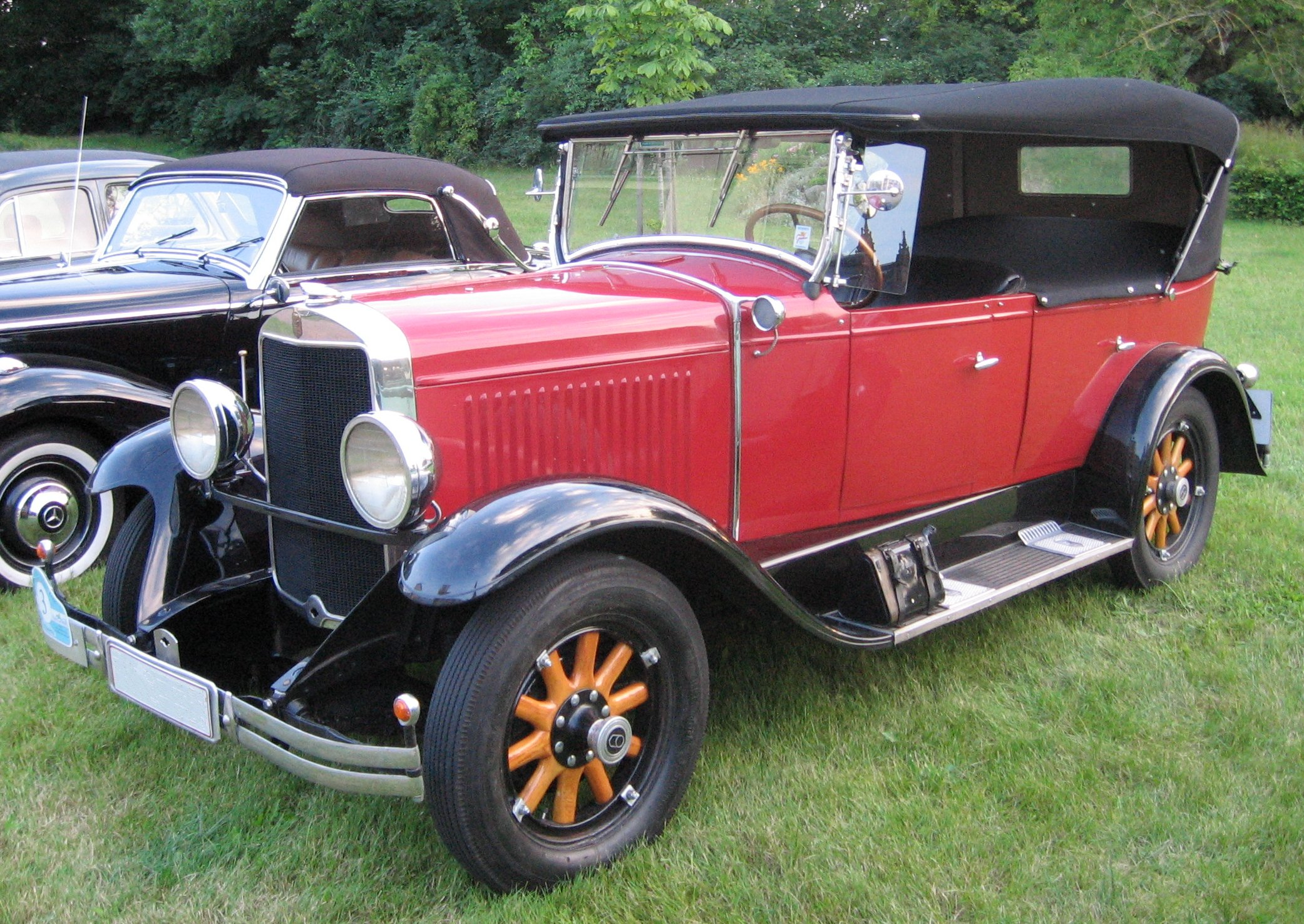
Graham-Paige 612 Tourer (1929)
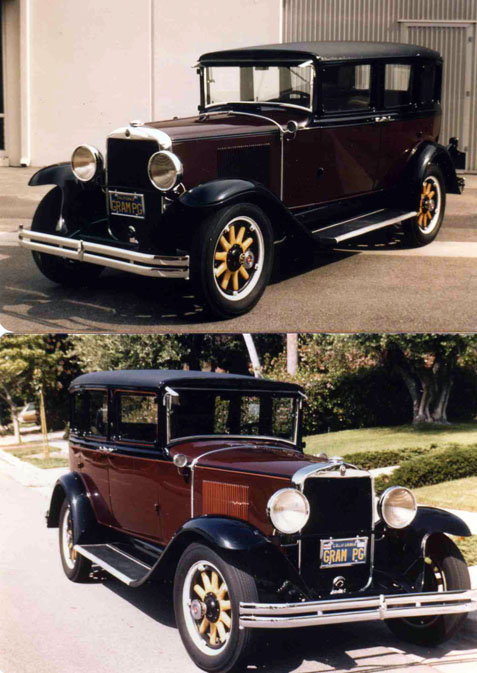
Ein komplett restauriertes Exemplar des Graham-Paige Modell 613 von 1929
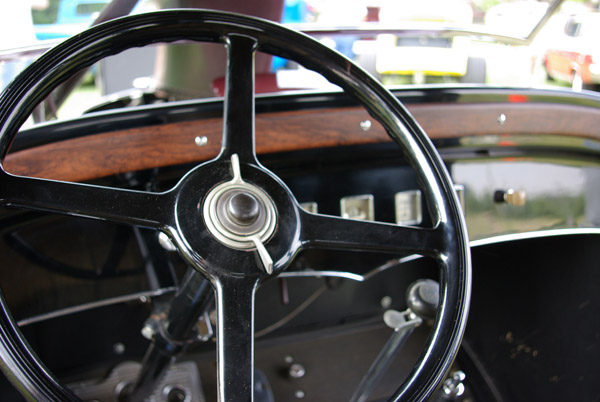
Lenksäule des Modells 613. Die Schalter am Lenkrad dienten zur Bewegung der Hauptscheinwerfer.
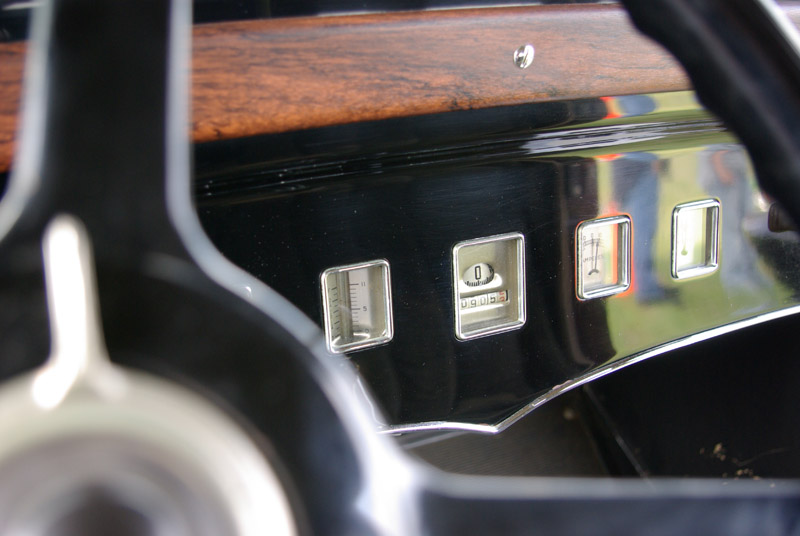
Armaturenbrett des Modells 613
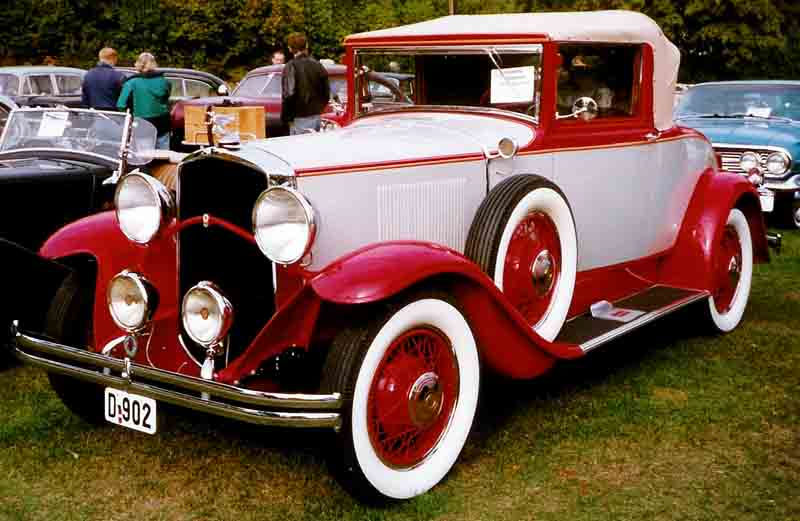
Graham-Paige Convertible Coupé (1930)
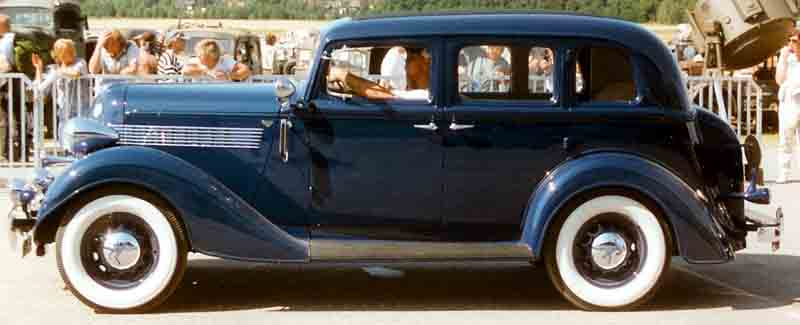
Graham-Paige Modell 80A Crusader Touring Sedan 4 Türen (1936)
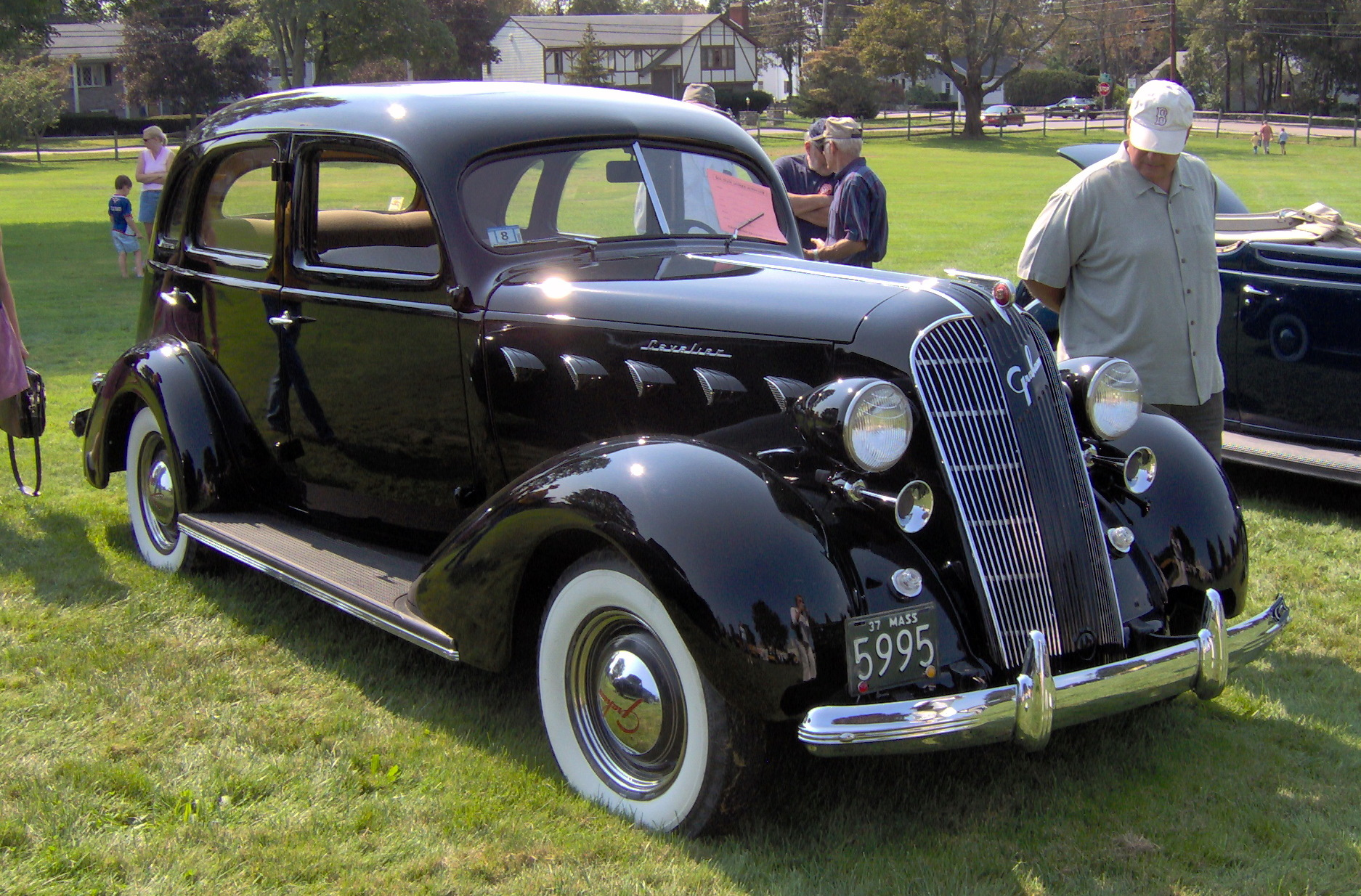
Graham-Paige Cavalier (1937)
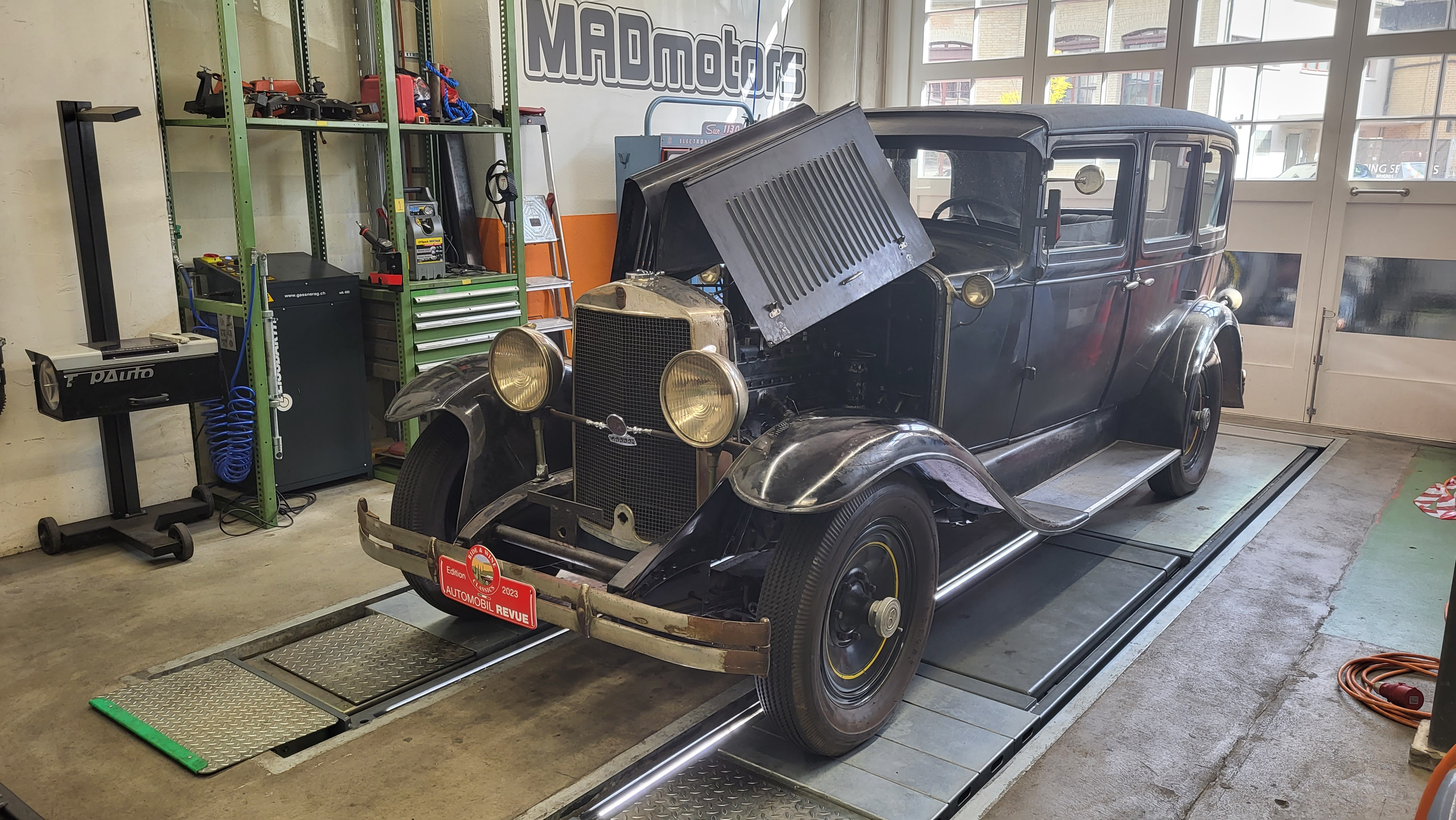
Graham-Paige 619 (1929) - fährt in der Schweiz immer noch regelmässig auf der Strasse
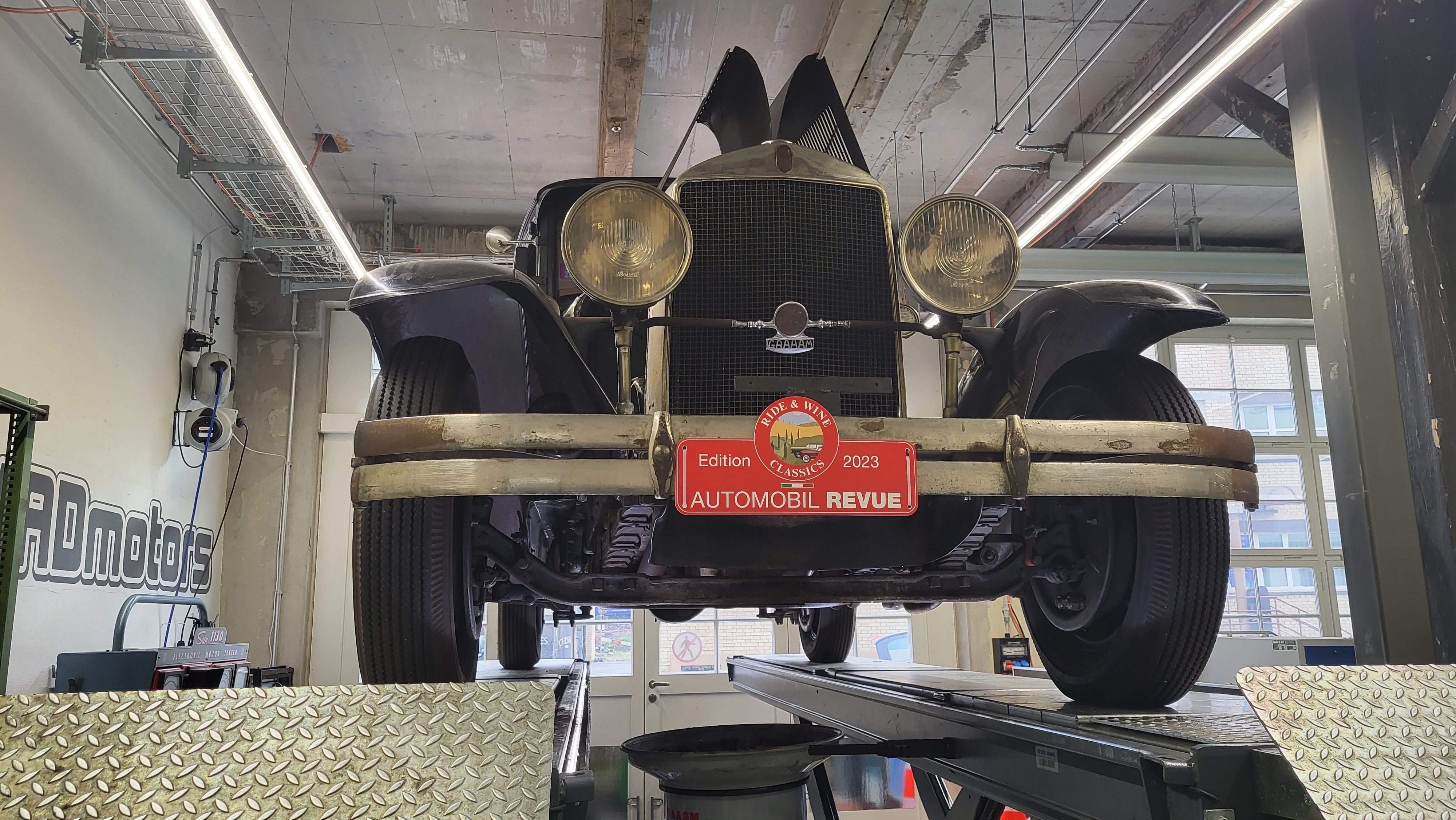
Graham-Paige 619 (1929) - nimmt regelmässig an Rallyes in der Schweiz teil
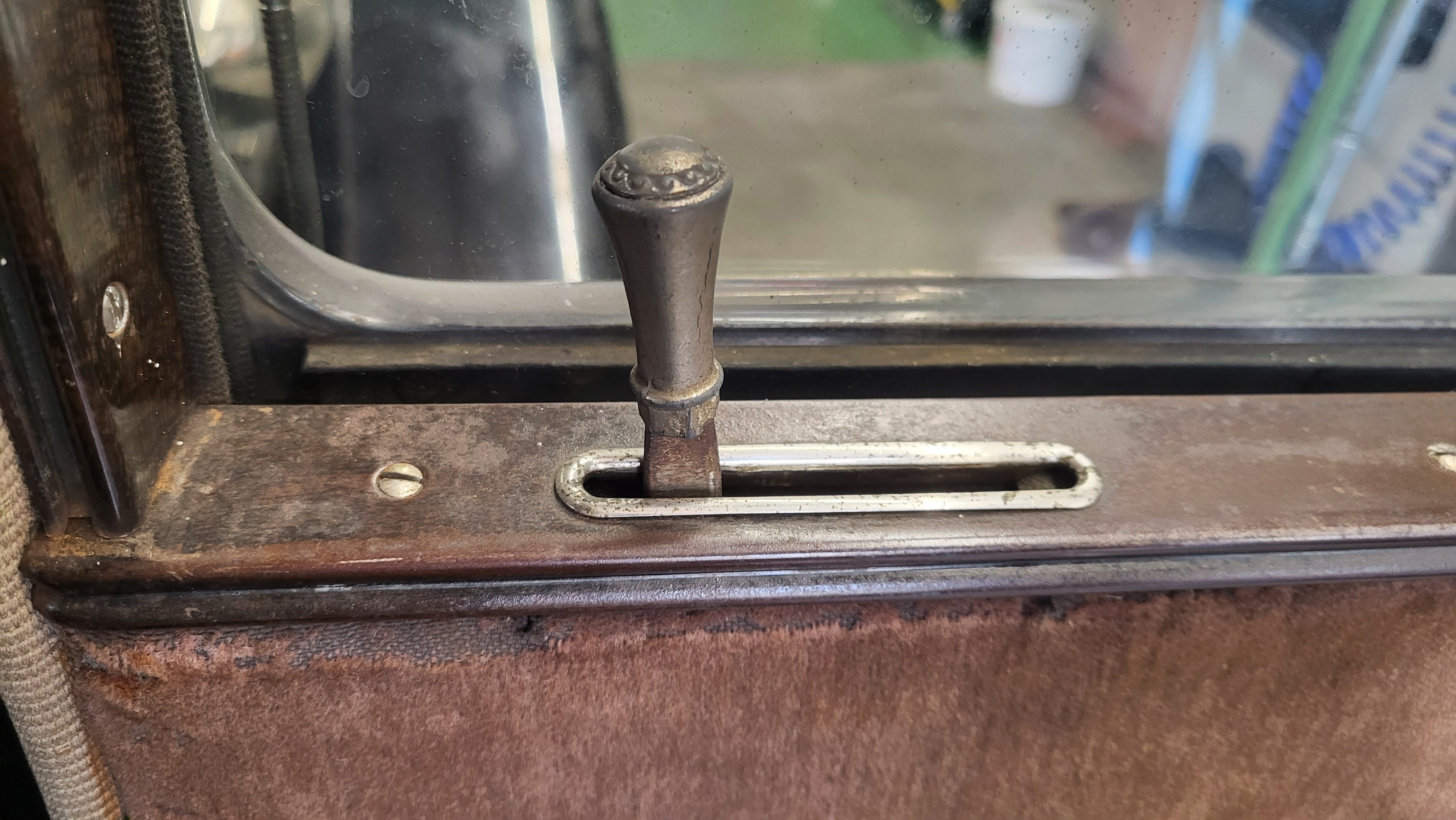
Graham-Paige 619 (1929) - Türöffner, ein kleines Kunstwerk
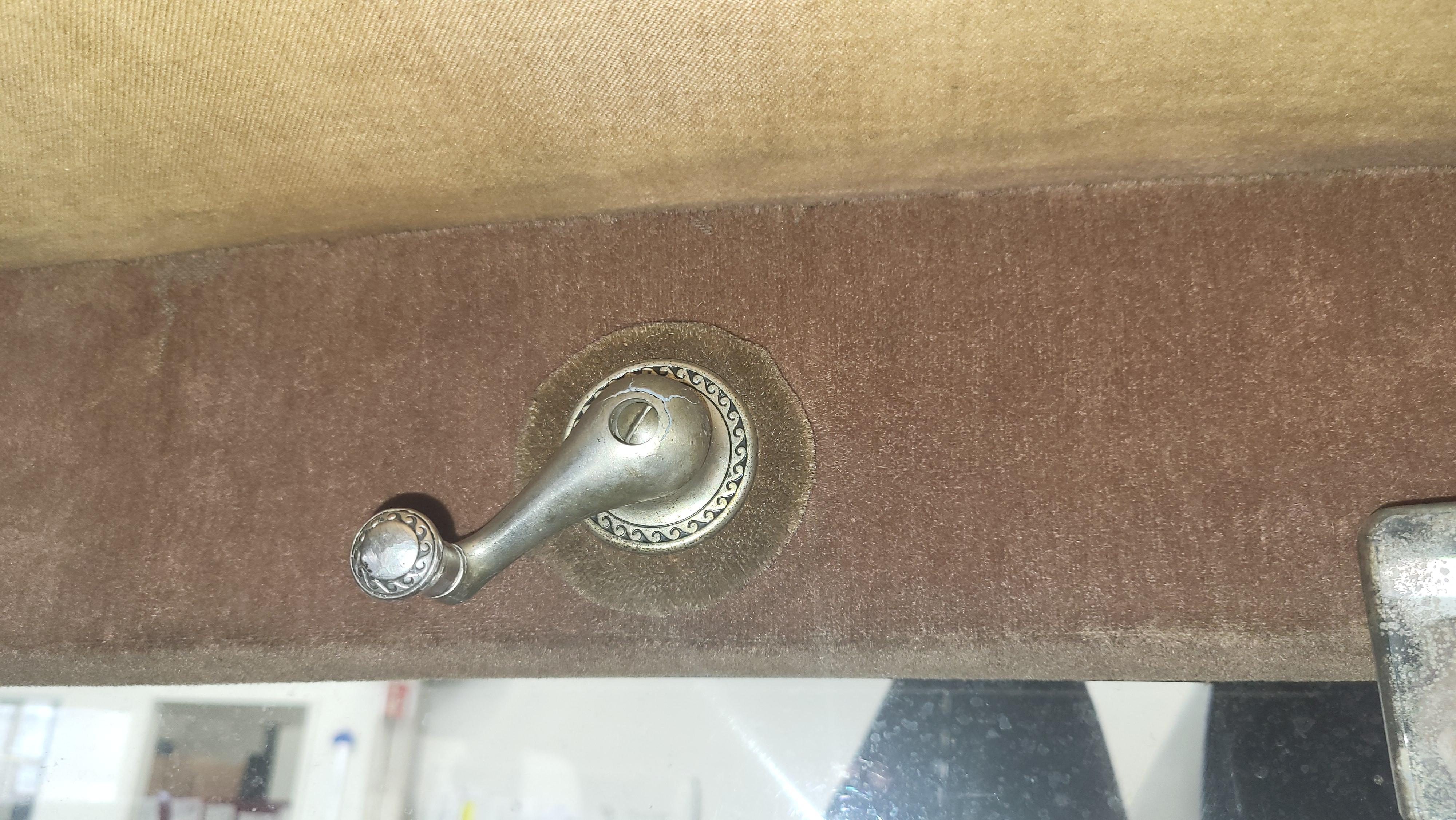
Graham-Paige 619 (1929) - Mit der Kurbel kann die Windschutzscheibe einige Zentimeter nach oben geöffnet werden
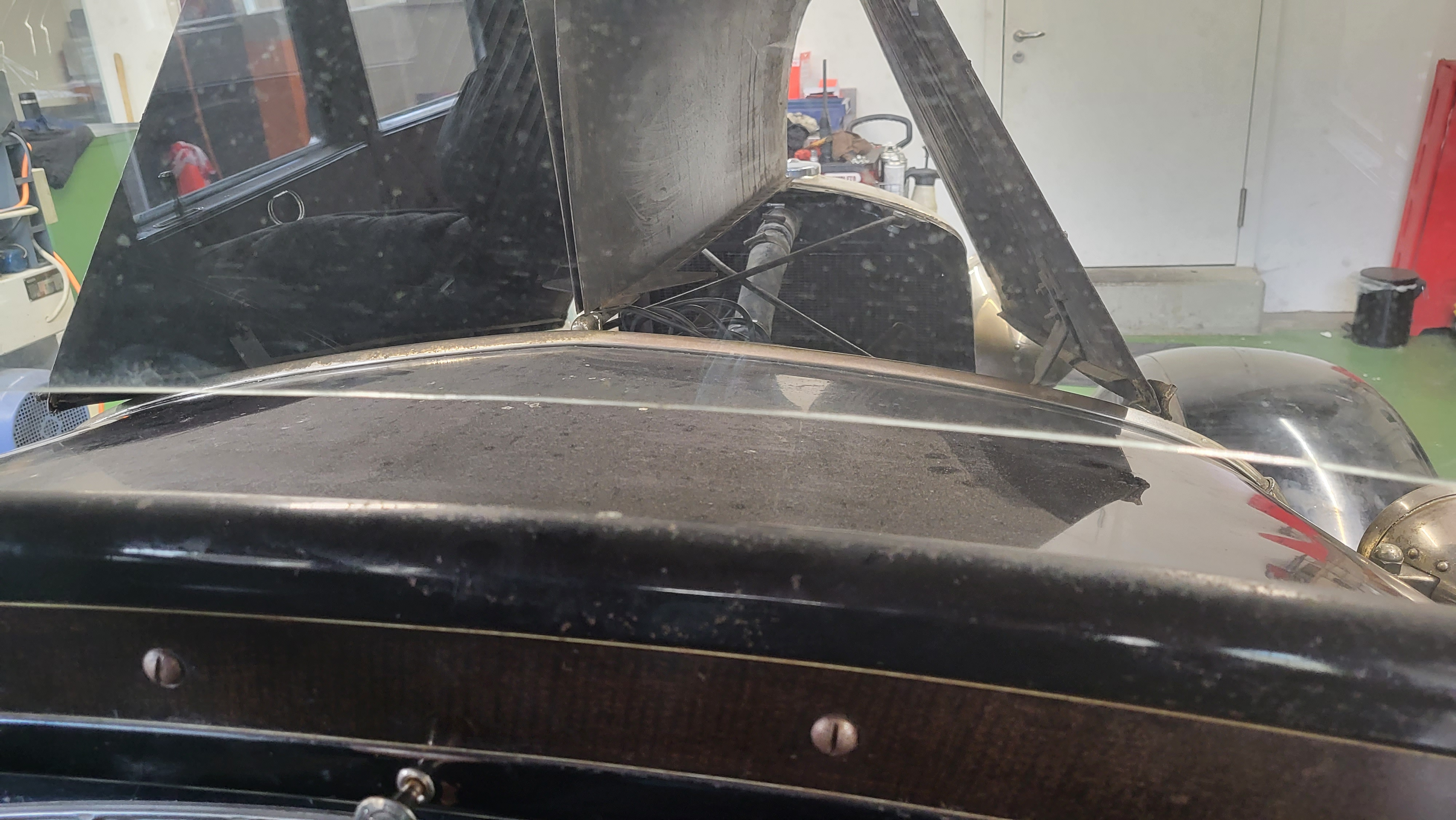
Graham-Paige 619 (1929) - Die Windschutzscheibe kann ein Stück nach oben gekurbelt werden
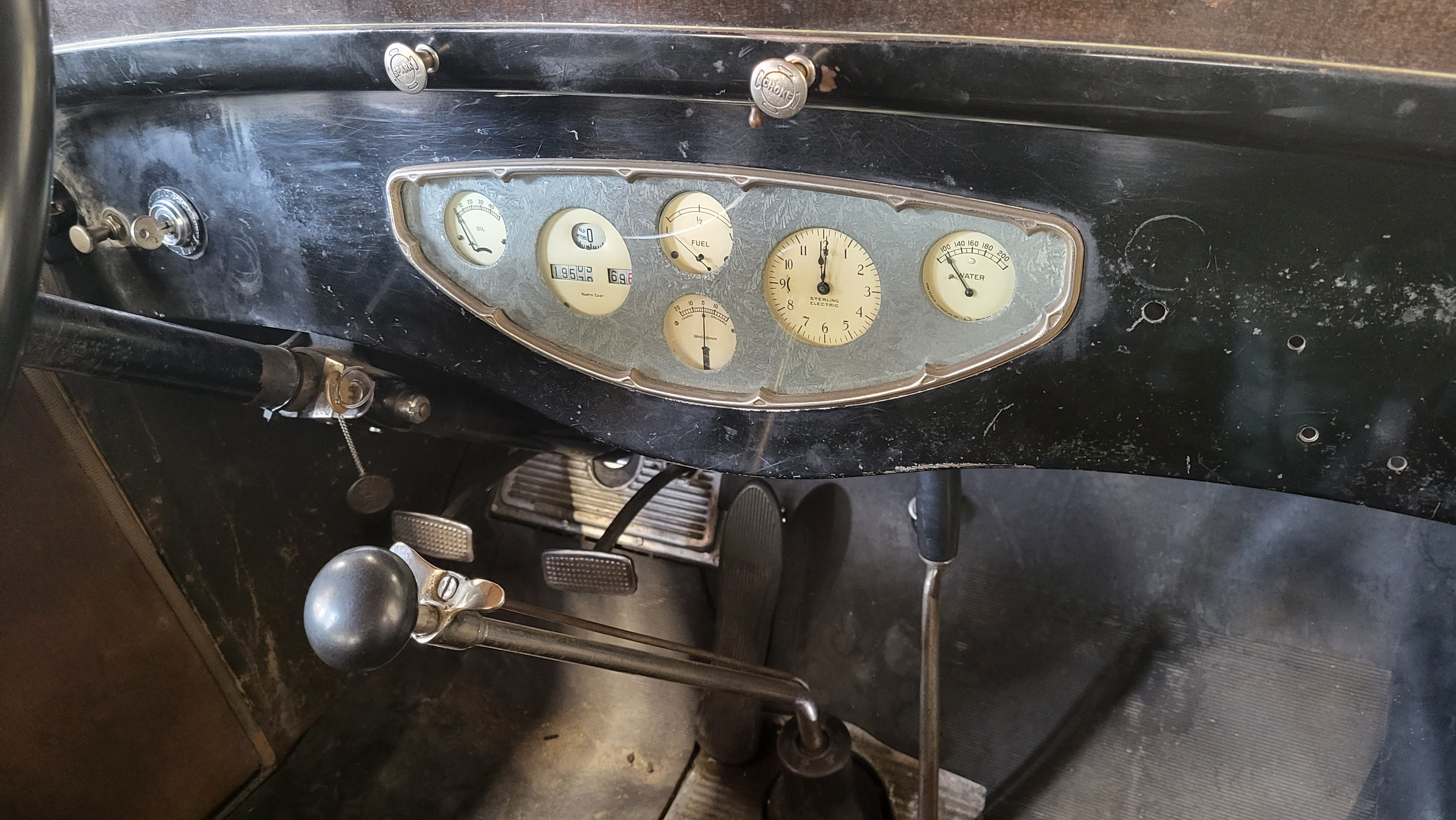
Graham-Paige 619 (1929) - Anzeigen, Gangschaltung, Pedale
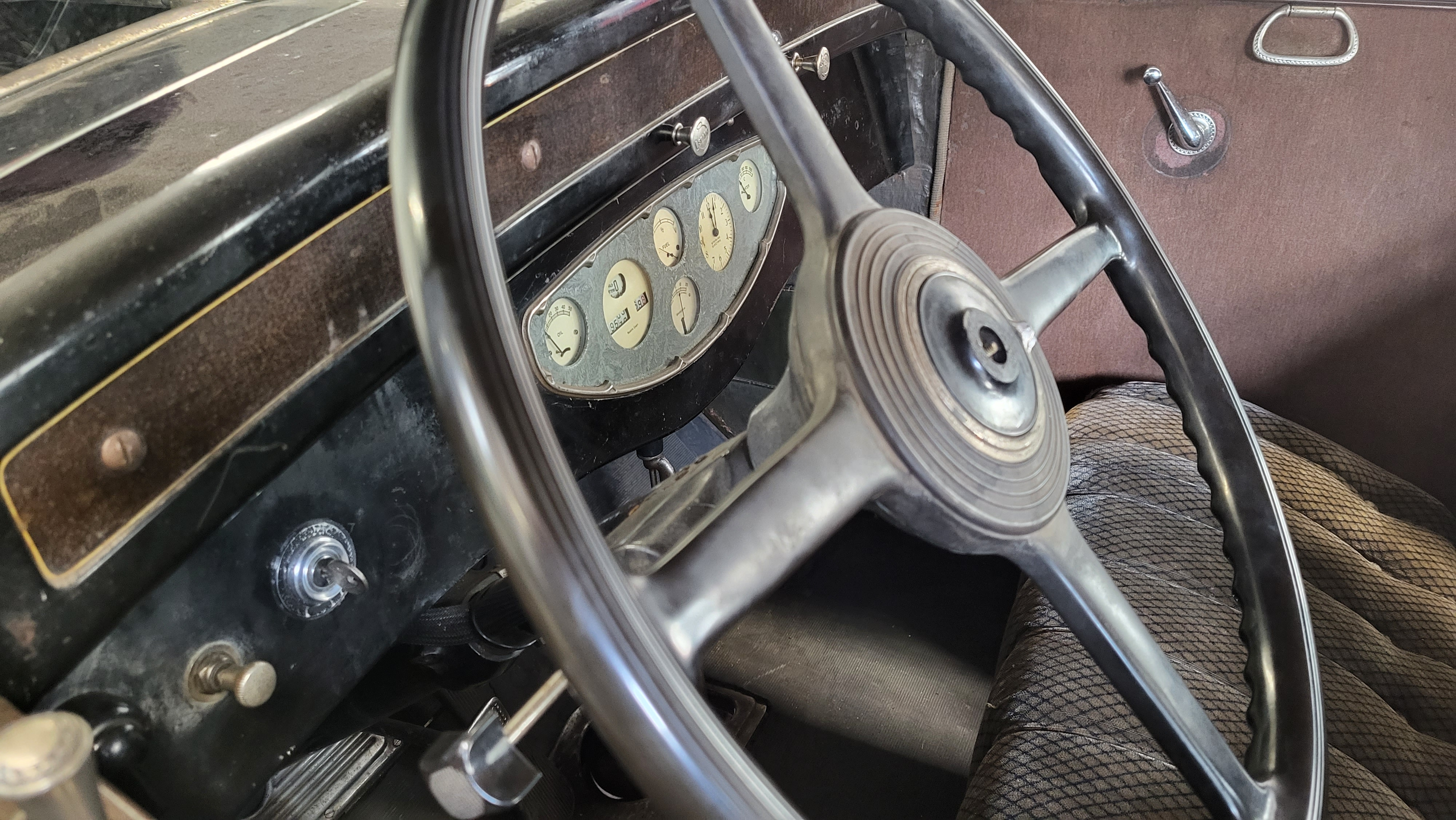
Graham-Paige 619 (1929) - Innenraum
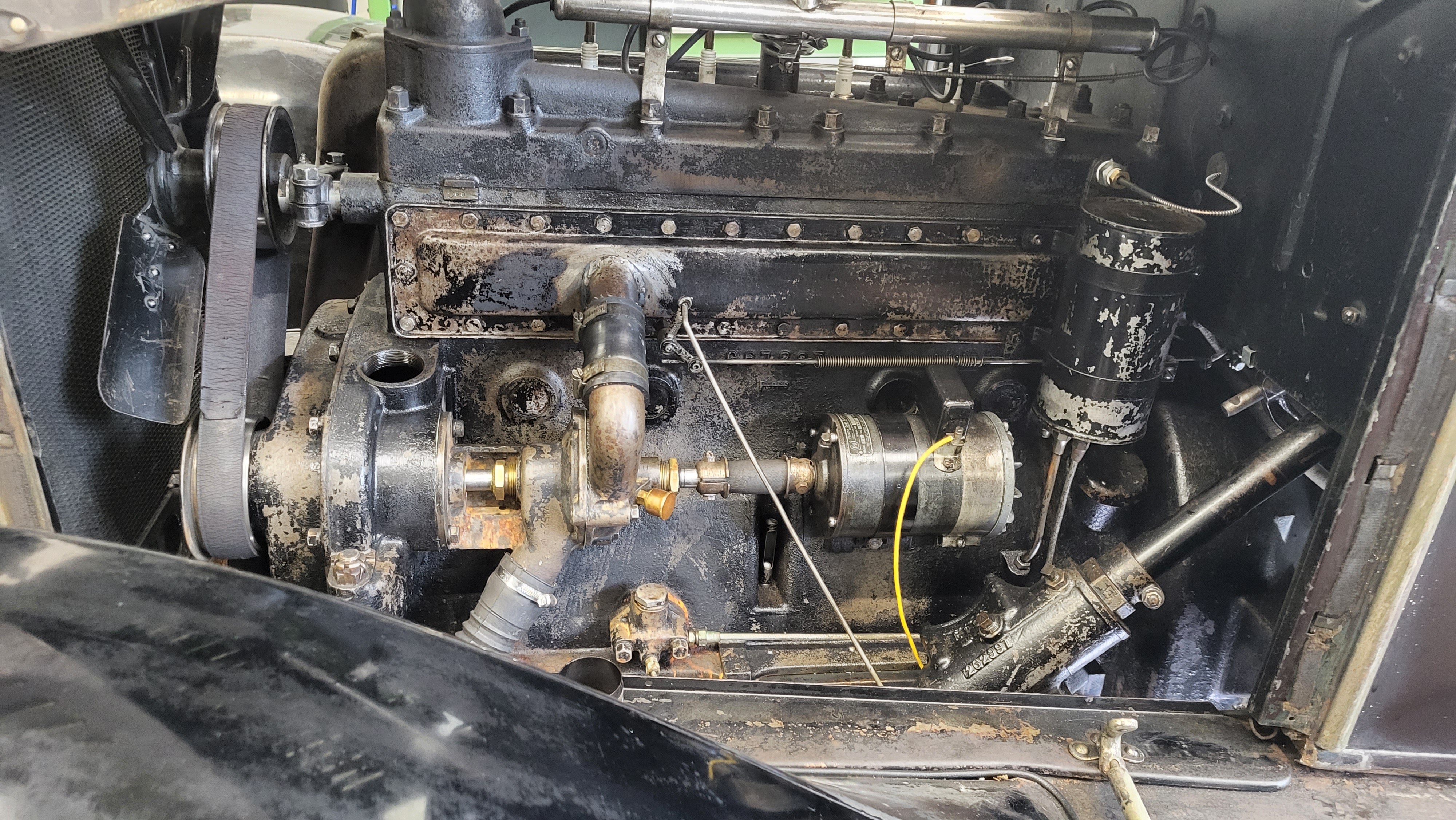
Graham-Paige 619 (1929) - 6 Zylindermotor mit 24 PS